# Kiss Vakond
A Kiss Vakond 1993-ban készült, 1994-ben bemutatott  színes és fekete-fehér magyar filmvígjáték, amelynek rendezője Szőke András. A producerei Buglya Sándor, Kardos Ferenc és É. Szabó Márta, a forgatókönyvírói Szőke András és Pálos György, a főszereplői Szőke András, Herskó János, Badár Sándor és Gyalog Eszter, a zeneszerzői Szőke András, Tolnai Lajos, Lajkó Félix, Marinka Csaba és Gazdag Tibor.  
A mozifilm a Budapest Filmstúdió, a Magyar Televízió és a Movie Duna gyártásában készült, a Mokép forgalmazásában jelent meg. A jelenetek nagy részét Szentesen forgatták. Műfaját tekintve filmvígjáték. Címe a népszerű Kisvakond című csehszlovák rajzfilmből ered, részben annak a paródiája. 
Magyarországon 1994. május 12-én mutatták be a hazai mozikban.

## Történet
Béla és Irén nyugdíjas házaspár, akik lakótelepi lakásban élnek, hétvégén leutaznak a telekre. Itt él a föld alatt a Vakond, akinek egyetlen társa a varázslatos családi fotóalbuma. Béla egyik nap kiássa a Vakondot, így a Vakondnak menekülnie kell. Irén megtalálja a varázslatos fotóalbumot, ahonnét a Vakond anyja megszólítja őt, és megkéri, hogy segítsen neki megtalálni a fiát. A Vakond szülei az albumból folyamatosan segítik Irént, hogy mit kell csinálnia, de ahhoz, hogy jól tudjanak kommunikálni Irénnek mindig ennie kell. Közben a Vakond megismerkedik egy Egérrel, akivel elmennek az Erőtakarmány-gyárba, ahol mindketten emberméretűvé válnak.

## Szereplők
- Szőke András (Vakond / Vakond nagyapja / Béla)
- Herskó János (Irén)
- Badár Sándor (Teréz, a Vakond anyja)
- Gyalog Eszter (Egér)
- Berényi K. József (Gólya)
- Hudi László (Vakond apja / Dezső)
- Papp Ferencné
- Tolnai Lea
- Fülöpp Zsolt